# Бургасский нефтехимический комбинат
Бу́ргасский нефтехими́ческий комбинат (болг. Нефтохимически комбинат Бургас) — промышленное предприятие в городе Бургас, крупнейшее предприятие по производству нефтепродуктов на Балканском полуострове. Принадлежит российской нефтяной компании «Лукойл».
Первый нефтехимический комбинат, построенный в Болгарии.

## История
Строительство нефтеперерабатывающего комплекса в Бургасе началось в 1960 году при содействии СССР. Во втором полугодии 1963 года был введён в эксплуатацию нефтеперерабатывающий завод (первая очередь будущего комбината). Одновременно со строительством комбината южнее Бургаса шло строительство специального порта «Дружба» для приема нефти из СССР, отсюда нефть поступала на комбинат по нефтепроводу длиной 27 км.
В соответствии с постановлением Совета министров НРБ № 32 от 28 июня 1966 года было создано государственное хозяйственное объединение нефтехимической промышленности (ДСО «Нефтохим»), в состав которого вошли предприятия нефтяной и нефтехимической промышленности страны (в том числе, комбинат в Бургасе).
К началу 1970х годов задачей предприятия было производство бензина, керосина, мазута, а также нефтехимического сырья для производства синтетических волокон, синтетического каучука и пластмасс.
В 1979 году комбинат был расширен, было освоено производство этилена. В 1980 году комбинат начал производство бензола, в 1981 году на комбинате был введён в эксплуатацию цех по производству полипропилена.
По состоянию на начало 1986 года, основной продукцией комбината являлись бензин, керосин и мазут.
В 1986 году комбинат был награждён орденом Кирилла и Мефодия.
В 1999 году комбинат был приватизирован и преобразован в акционерное общество, в дальнейшем владельцем комбината стала российская компания «Лукойл».